# Codice: la vita è digitale
Codice: la vita è digitale (#CODICE) è un programma televisivo di divulgazione scientifica, tecnologica e sociale, in onda su Rai 1. Nato nel luglio 2017 e giunto alla sua ottava edizione, è ideato e condotto in studio da Barbara Carfagna; diretto da Luca Romani. Nelle prime tre edizioni compare Federico Pistono in veste di futurist ed esperto di tecnologie esponenziali e il coautore è Giuseppe Giunta. Dal 2018 Codice si avvale della collaborazione di Arturo Di Corinto (fino al 2021), Massimo Chiriatti, Padre Paolo Benanti, Massimo Cerofolini. Nell’edizione 2024 la coautrice è Valeria Coiante, con la collaborazione di Michele Mezza, Massimo Cerofolini e Massimo Chiriatti. Nello stesso anno compare, ospite fisso, Marco Ferrara che racconta le conseguenze sociali dell’impatto tecnologico nel paese più tecnologicamente avanzato del mondo: la Corea. 
La trasmissione ha lanciato personalità importanti del mondo digitale fino a quel momento ignote al grande pubblico, come il filosofo Luciano Floridi e il teologo Paolo Benanti ed è stato il primo a parlare di Intelligenza artificiale, Blockchain, politiche digitali fin dal suo esordio

## Il programma
Il digitale ha cambiato l'uomo, la sua identità, la società, l’economia, la politica: il passato e il futuro dell'umanità. Il programma racconta i centri di ricerca più avanzati e visionari all'estero e in Italia, i cambiamenti che stanno influenzando il nostro modo di vivere. Presenta più reportages a puntata su un tema, girati dagli inviati e dalla conduttrice in tutti i continenti. In particolare segue le evoluzioni del digitale in Corea, Singapore, Israele, Cina, Africa, Paesi del Golfo, Estonia.  In studio il commento di imprenditori, Accademici, ricercatori, startupper, manager, scienziati di fama mondiale

## Edizioni
| Edizione | Anno | Conduzione       | Periodo        | Periodo          | Puntate |
| Edizione | Anno | Conduzione       | Inizio         | Fine             | Puntate |
| -------- | ---- | ---------------- | -------------- | ---------------- | ------- |
| 1ª       | 2017 | Barbara Carfagna | 28 luglio 2017 | 6 settembre 2017 | 6       |
| 2ª       | 2018 | Barbara Carfagna | 26 luglio 2018 | 23 agosto 2018   | 5       |
| 3ª       | 2019 | Barbara Carfagna | 1° agosto 2019 | 5 settembre 2019 | 6       |
| 4ª       | 2020 | Barbara Carfagna | 7 luglio 2020  | 28 luglio 2020   | 2       |
| 5ª       | 2021 | Barbara Carfagna | 17 luglio 2021 | 30 luglio 2021   | 3       |
| 6ª       | 2022 | Barbara Carfagna | 1° luglio 2022 | 29 agosto 2022   | 6       |
| 7ª       | 2023 | Barbara Carfagna | 23 giugno 2023 | 11 agosto 2023   | 8       |
| 8ª       | 2024 | Barbara Carfagna | 12 luglio 2024 | 6 settembre 2024 | 9       |
| 9ª       | 2025 | Barbara Carfagna | 20 giugno 2025 | in corso         | 9       |

## Puntate ed ascolti

### Stagione 2017
La stagione è stata trasmessa ogni venerdì dal 28 luglio 2017, con replica il sabato pomeriggio, per sei settimane..
| nº    | Data              | Telespettatori | Share | Titolo                        |
| ----- | ----------------- | -------------- | ----- | ----------------------------- |
| 1     | 28 luglio 2017    | 682.000        | 9,22% | Umanità digitale              |
| 2     | 4 agosto 2017     | 590.000        | 8,42% | La città nella rete           |
| 3     | 11 agosto 2017    | 547.000        | 6,86% | Lo "spazio" della sicurezza   |
| 4     | 25 agosto 2017    | 426.000        | 5,26% | Il lavoro. Davvero "umano"?   |
| 5     | 1º settembre 2017 | 572.000        | 6,12% | I robot: umani, troppo umani? |
| 6     | 9 settembre 2017  | 921.000        | 8,40% | Denaro "liquido"?             |
| Media | Media             | 623.000        | 7,38% |                               |

### Stagione 2018
| nº    | Data           | Telespettatori | Share | Titolo                    |
| ----- | -------------- | -------------- | ----- | ------------------------- |
| 1     | 26 luglio 2018 | 535.000        | 7,7%  | Politica digitalizzata    |
| 2     | 2 agosto 2018  | 580.000        | 8,3%  | Erano "Terzo" Mondo       |
| 3     | 9 agosto 2018  | 743.000        | 10,3% | Padroni del nostro corpo? |
| 4     | 16 agosto 2018 | N.D.           | N.D   | La società dei fake       |
| 5     | 23 agosto 2018 | 628.000        | 8,4%  | Superuomini o postumani?  |
| Media | Media          | 622.000        | 8,68% |                           |

### Stagione 2019
| nº    | Data             | Telespettatori | Share | Titolo                                   |
| ----- | ---------------- | -------------- | ----- | ---------------------------------------- |
| 1     | 1º agosto 2019   | 417.000        | 6,6%  | Corpi e relazioni... digitali            |
| 2     | 8 agosto 2019    | N.D.           | N.D.  | Arbitrio umano, decisioni digitali?      |
| 3     | 15 agosto 2019   | 387.000        | 6,1%  | Digitale: illusione o religione?         |
| 4     | 22 agosto 2019   | 370.000        | 4,5%  | Sistemi complessi, ''sciami'' al lavoro? |
| 5     | 29 agosto 2019   | 423.000        | 6,4%  | La sanità digitale                       |
| 6     | 5 settembre 2019 | N.D.           | N.D.  | Digitale: il ''gioco'' della vita?       |
| Media | Media            | 399.000        | 5,90% |                                          |

### Stagione 2020
| nº    | Data           | Telespettatori | Share | Titolo                    |
| ----- | -------------- | -------------- | ----- | ------------------------- |
| 1     | 7 luglio 2020  | 521.000        | 4,3%  | Uno, nessuno... digitale? |
| 2     | 28 luglio 2020 | 375.000        | 4%    | Accelerazione 5G          |
| Media | Media          | 448.000        | 4,15% |                           |

### Stagione 2021
| nº | Data           | Telespettatori | Share | Titolo             |
| -- | -------------- | -------------- | ----- | ------------------ |
| 1  | 17 luglio 2021 | N.D.           | N.D.  | Criptovalute       |
| 2  | 24 luglio 2021 | 450.000        | 7,3%  | Mente aumentata    |
| 3  | 30 luglio 2021 | 423.000        | 7%    | La sanità digitale |
|    | Media          | 437.000        | 7,15% |                    |

### Stagione 2022
| nº    | Data           | Telespettatori | Share | Titolo                                |
| ----- | -------------- | -------------- | ----- | ------------------------------------- |
| 1     | 1º luglio 2022 | 436.000        | 7,3%  | Il Metaverso                          |
| 2     | 8 luglio 2022  | 447.000        | 8%    | La mente robotica                     |
| 3     | 15 luglio 2022 | 384.000        | 7,6%  | Sostenibilità, cibo e salute digitale |
| 4     | 22 luglio 2022 | 335.000        | 6,5%  | La società dei dati                   |
| 5     | 6 agosto 2022  |                |       | La società della mente                |
| 6     | 29 agosto 2022 |                |       | Falso: la nuova realtà?               |
| Media | Media          | 401.000        | 7,35% |                                       |

### Stagione 2023
| nº    | Data           | Telespettatori | Share | Titolo                               |
| ----- | -------------- | -------------- | ----- | ------------------------------------ |
| 1     | 23 giugno 2023 |                |       | Ia: Evoluzione Digitale              |
| 2     | 30 giugno 2023 | 342.000        | 7,7%  | Le mappe dell'era digitale           |
| 3     | 7 luglio 2023  | 392.000        | 7,8%  | One Health                           |
| 4     | 14 luglio 2023 | 339.000        | 6,9%  | Nuove organizzazioni                 |
| 5     | 21 luglio 2023 | 486.000        | 8,9%  | Cobot: robot collaborativi           |
| 6     | 28 luglio 2023 | 442.000        | 10,6% | Digital Sex                          |
| 7     | 31 luglio 2023 | 500.000        | 5,4%  | Infosfera                            |
| 8     | 11 agosto 2023 | 345.000        | 6,0%  | I nuovi Ecosistemi: verdi & digitali |
| Media | Media          | 407.000        | 7,61% |                                      |

### Stagione 2024
| nº    | Data             | Telespettatori | Share | Titolo                |
| ----- | ---------------- | -------------- | ----- | --------------------- |
| 1     | 12 luglio 2024   | 337.000        | 7,3%  | Postglobal            |
| 2     | 19 luglio 2024   | 448.000        | 9,5%  | Ppali Ppali: Velocità |
| 3     | 26 luglio 2024   | 353.000        | 7,4%  | Geroscienza           |
| 4     | 2 agosto 2024    | 415.000        | 6,1%  | Digital Sex           |
| 5     | 9 agosto 2024    | 313.000        | 4,7%  | Neomateriali          |
| 6     | 16 agosto 2024   | 355.000        | 5,3%  | Infosfera             |
| 7     | 23 agosto 2024   | 349.000        | 5,3%  | Superpersuasione      |
| 8     | 30 agosto 2024   | 387.000        | 5,1%  | (Dis)ordini           |
| 9     | 6 settembre 2024 | 470.000        | 6,54% | Alieni                |
| Media | Media            | 381.000        | 6,36% |                       |

### Stagione 2025
| nº    | Data           | Telespettatori | Share | Titolo               |
| ----- | -------------- | -------------- | ----- | -------------------- |
| 1     | 20 giugno 2025 | 314.000        | 7%    | Sovrumano            |
| 2     | 27 giugno 2025 | 304.000        | 6%    | Biohacking           |
| 3     | 4 luglio 2025  | 416.000        | 9.4%  | Healthspan           |
| 4     | 11 luglio 2025 | 363.000        | 9.1%  | Velocità             |
| 5     | 18 luglio 2025 | 290.000        | 6.6%  | Destabilizzati       |
| 6     | 25 luglio 2025 | 300.000        | 7.3%  | Blockchain (Bitcoin) |
| 7     | 1 agosto 2025  |                |       | Teotech              |
| 8     | 8 agosto 2025  |                |       | Robot                |
| Media |                |                |       |                      |